# Schloss Wijchen

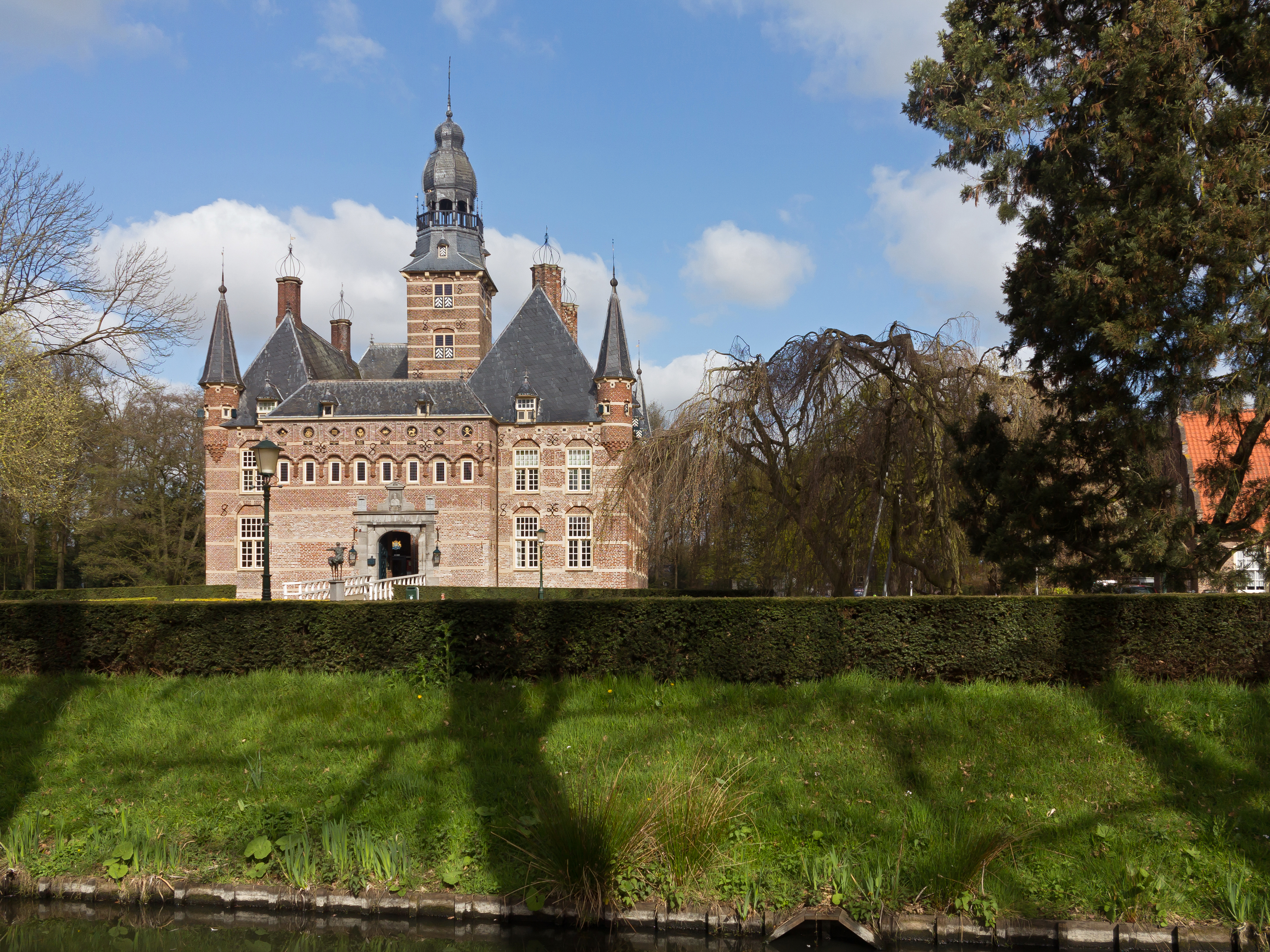
Schloss Wijchen

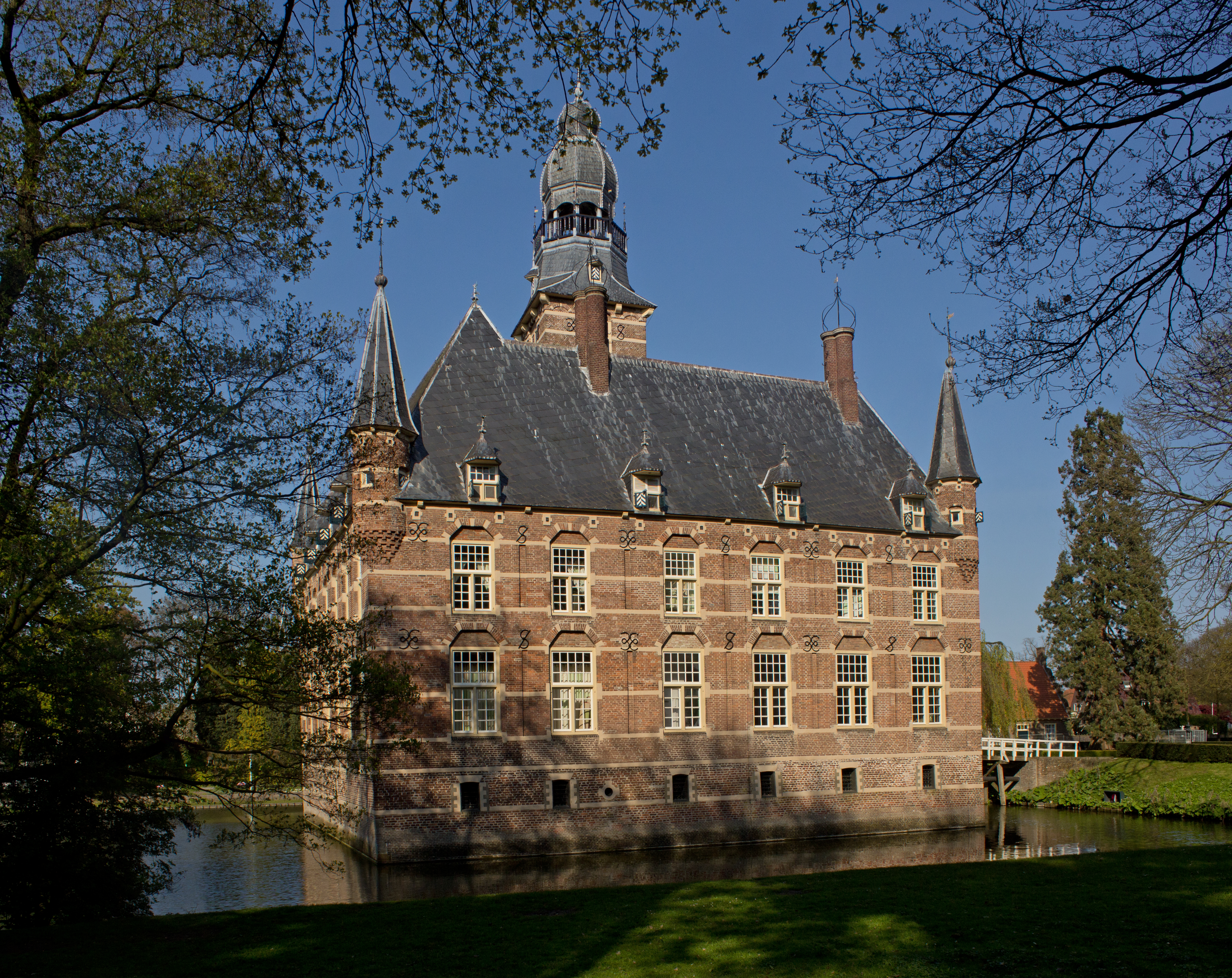
Gesamtansicht

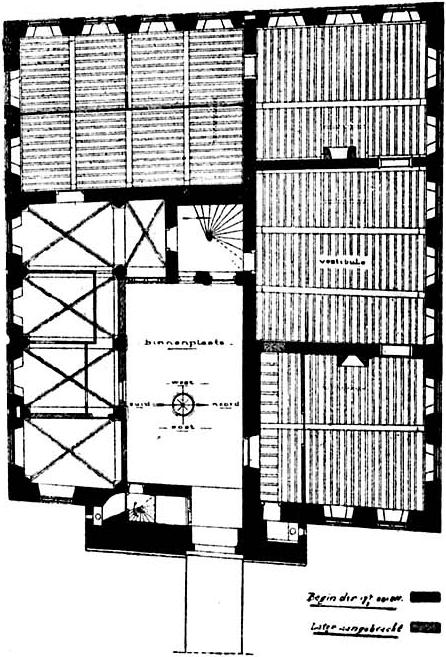
Grundriss

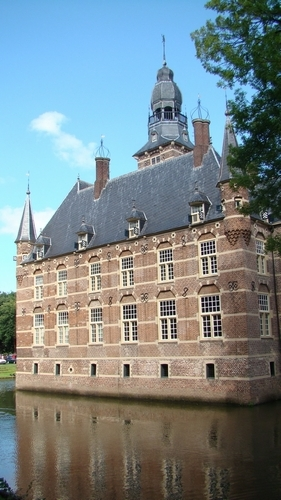
Ansicht des linken Flügels

Das Schloss von Wijchen (niederländisch Kasteel van Wijchen) ist ein Schloss im Zentrum der Stadt Wijchen, in der Provinz Gelderland der Niederlande. Das Schloss wird teils als Rathaus und teils als Museum genutzt und ist ein geschütztes Kulturdenkmal.

## Geschichte
Der erste Bau des Schlosses wurde gegen Ende des 14. Jahrhunderts errichtet; die erste Erwähnung stammt aus dem Jahr 1392. Bis zum 17. Jahrhundert war es hauptsächlich eine Verteidigungsanlage mit einem anderen Aussehen als die heutige Burg. Die Burg war zunächst im Besitz der Herren von Galen. Jacob van Galen verkaufte das Schloss im Jahr 1535 an einen der Herren von Bronckhorst, Herman van Bronckhorst. Diese Bronckhorsts besaßen auch die Burg in Batenburg und wurden daher die Herren von Batenburg genannt. Sie spielten eine wichtige Rolle in der gesamten Region des Herzogtums Geldern. Im Laufe der Zeit wurde die Burg baufällig und 1595 übernahm Geertruid van Dalem die Burg von den van Bronckhorst wegen deren finanzieller Nachlässigkeit.
Nach einem Streit mit ihrem Bruder Moritz von Nassau über das Erbe von Vater Wilhelm von Oranien kauften Emilia von Nassau und ihr Mann, Don Emanuel von Portugal, 1609 das Schloss Wijchen von der Witwe Geertruid van Dalem. Sie erbauten ein neues Schloss auf den alten Fundamenten. Das heutige Erscheinungsbild als Backsteinbau mit Specklagen ist durch diese Zeit geprägt. Emilia und Emanuel haben ihre „Signatur“ in den Mauerankern hinterlassen, die die Form eines doppelten „E“ haben.
Im Jahre 1640 kaufte Philipp von Nassau, ein Enkel von Wilhelm von Oranien, das Schloss, gefolgt von anderen Besitzern, darunter die Familie Osy, die das Schloss 1771 erwarb. Im Jahr 1903 ging es in den Besitz von Lady van Andringa de Kempenaer über, die das wieder vernachlässigte Schloss restaurieren wollte. Ein verheerender Brand im Jahr 1906 verhinderte dies. Die Adelige wollte danach an der gleichen Stelle eine Villa als Neubau zu errichten, doch dank der Intervention Victor de Stuers konnte dies verhindert werden. Der Nimwegener Architekt F. A. Ludewig restaurierte das Schloss auf der Grundlage der ursprünglichen Baupläne aus dem 17. Jahrhundert.
Nach dem Tod der Witwe von Andringa de Kempenaer ging das Schloss in den 1930er Jahren in den Besitz der Gemeinde Wijchen über, die es als Rathaus nutzte. In den 1990er Jahren wurde das Schloss gründlich restauriert. Seit 1996 beherbergt es das Museum von Schloss Wijchen und die Rats- und Hochzeitssäle der Gemeinde.

## Grundriss
Die Abmessungen des Schlosses betragen 23 × 24 Meter. Die Südfassade ragt leicht über den Eingang hinaus. In der Mitte befindet sich ein Innenhof mit einer Kolonnade. Der Turm ist in einer Ecke des Hofes angeordnet. Unter der gesamten Burg befinden sich Keller, und die Wandstärke variiert von 1,60 Meter bis 80 Zentimeter. Das Schloss ist von einem Wassergraben umgeben und wird über eine Zugbrücke erschlossen.